# Daniel Chodowiecki

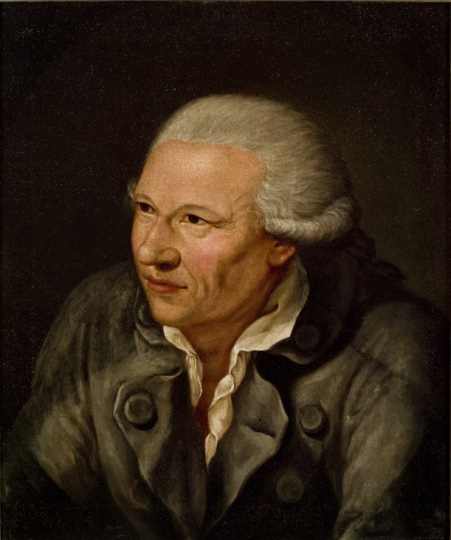
Kopia av målning från 1790 föreställande Chodowiecki

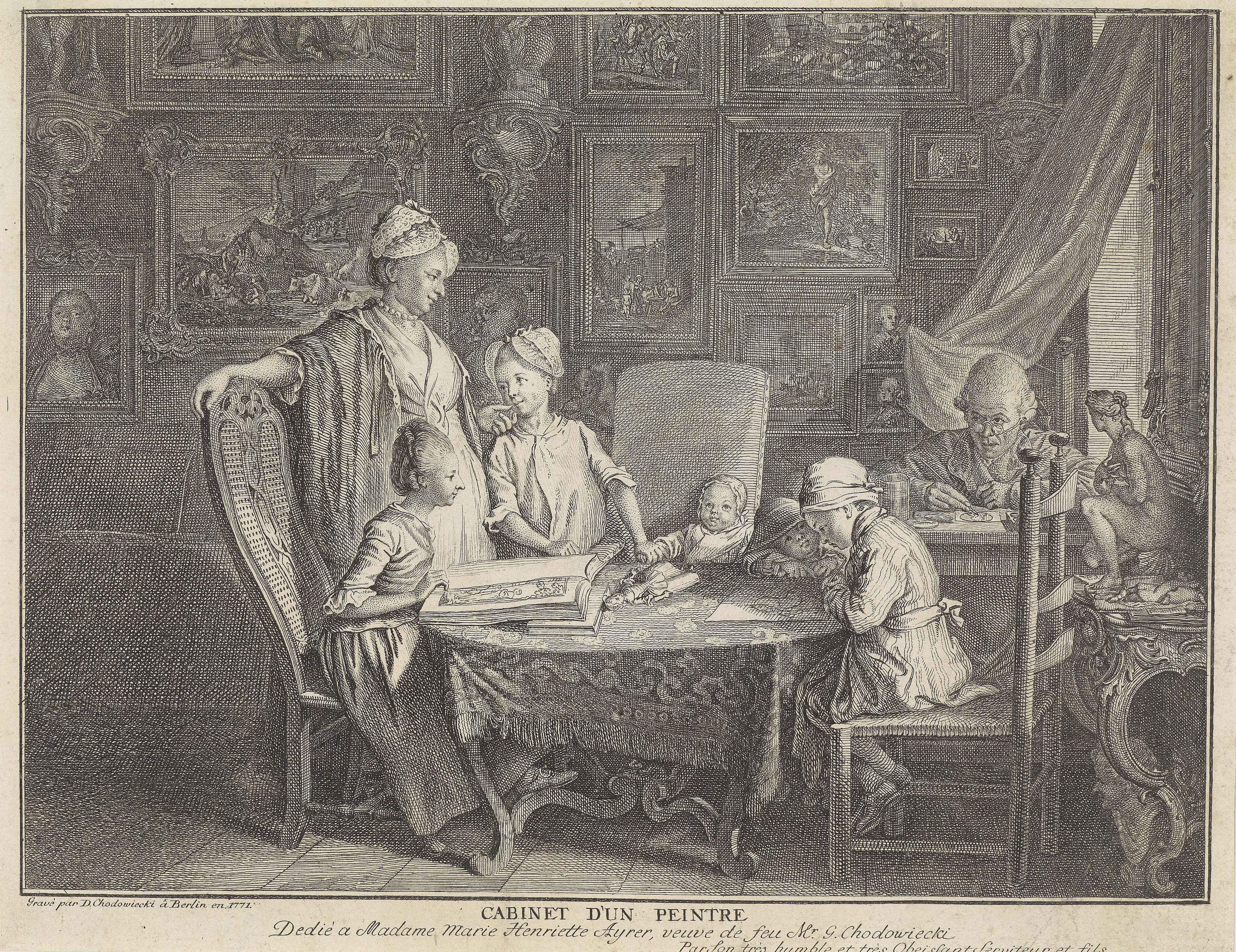
Daniel Chodowiecki med sin familj.

Daniel Nikolaus Chodowiecki, född den 16 oktober 1726 i Danzig, död den 7 februari 1801 i Berlin, var en tysk kopparstickare och målare.
Chodowiecki kom 1743 och sysslade där först åt emaljmålari, men ägnade sig från år 1758 med förkärlek åt raderingskonsten. Han fick sin utbildning i Berlin, vid vars konstakademi han 1788 blev vicedirektör och 1797 direktör. Chodowiecki ägande sig en åt oljemålning och framställde en del arbeten influerade av Antoine Watteau, och hade viss framgång med en 1767 utställd tavla i Jean-Baptiste Greuzes stil, men fick aldrig samma framgångar där som med sina teckningar.
Möjligen något påverkad av fransk konst (Chardin), var Chodowiecki Tysklands störste mästare på bokillustrationens område, under en tid då denna konstart företrädesvis omhuldades. Liksom de gamla kleinmeister utförde han sina gravyrer (vinjetter med mera) i litet format, men det oaktat är konturerna utmärkta genom stor korrekthet och figurerna av djup och träffande karakteristik. Under en resa till Danzig utförde han ett flertal dagboksartade teckningar, av stort såväl kulturhistoriskt som konstnärligt värde.
Själv utgången ur den borgerliga klassen, arbetade han företrädesvis för denna och graverade helst tilldragelser ur vardagslivet, framställda med slående natursanning. Likväl behärskade han fullt endast de borgerliga motiv, som han hade för ögonen, och misslyckades, då han sökte illustrera en Shakespeares poesimättade verk. 
Hans raderingar kan fördelas i tvåe grupper: illustrationer, utförda på beställning av bokhandlare (till Minna von Barnhelm, Don Quijote, Lantprästen i Wakefield, Gellerts fabler, Shakespeares dramer, en mängd kalendrar och almanackor med mera), samt ämnen av eget val (J. Galas avsked från sin familj, Den liderliges levnad, Konstnärens familjeblad med mera). 
Chodowiecki arbetade med rastlös flit ända till sitt sista levnadsår, och hans gravyrer omfattar nära 3 000 nummer. Hans ytterst sällsynta målningar präglas liksom hans teckningar och raderingar av skarp observationsförmåga, men är ur rent målerisk synpunkt obetydliga. Hans son Wilhelm Chodowiecki (1765-1805) var en framstående kopparstickare i faderns maner.

Ett verk över hans 2.075 teckningar utgavs av Wilhelm Engelmann 1857-1860 (ny upplaga 1926).

## Galleri

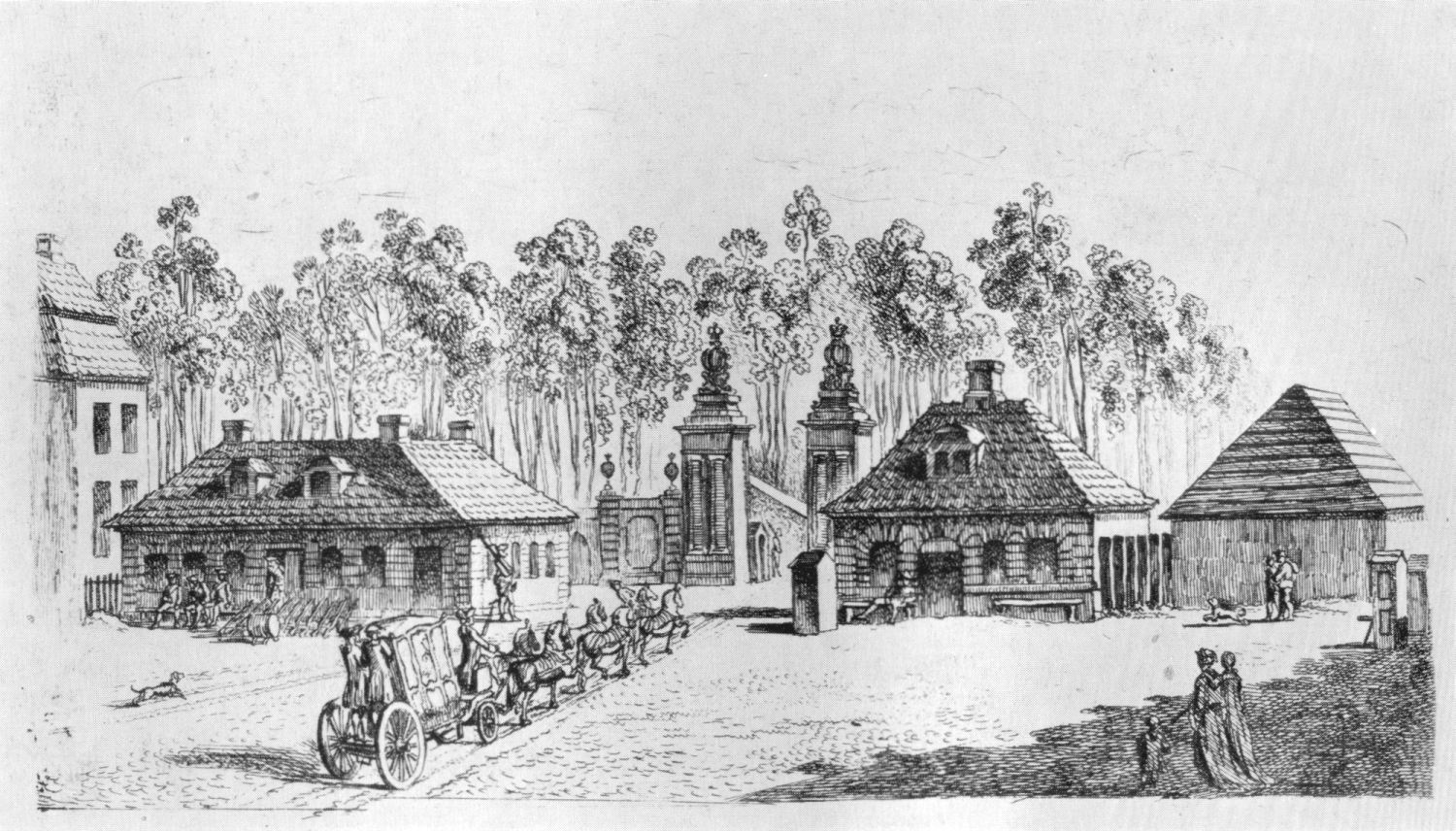
Branderburger Tor, 1764
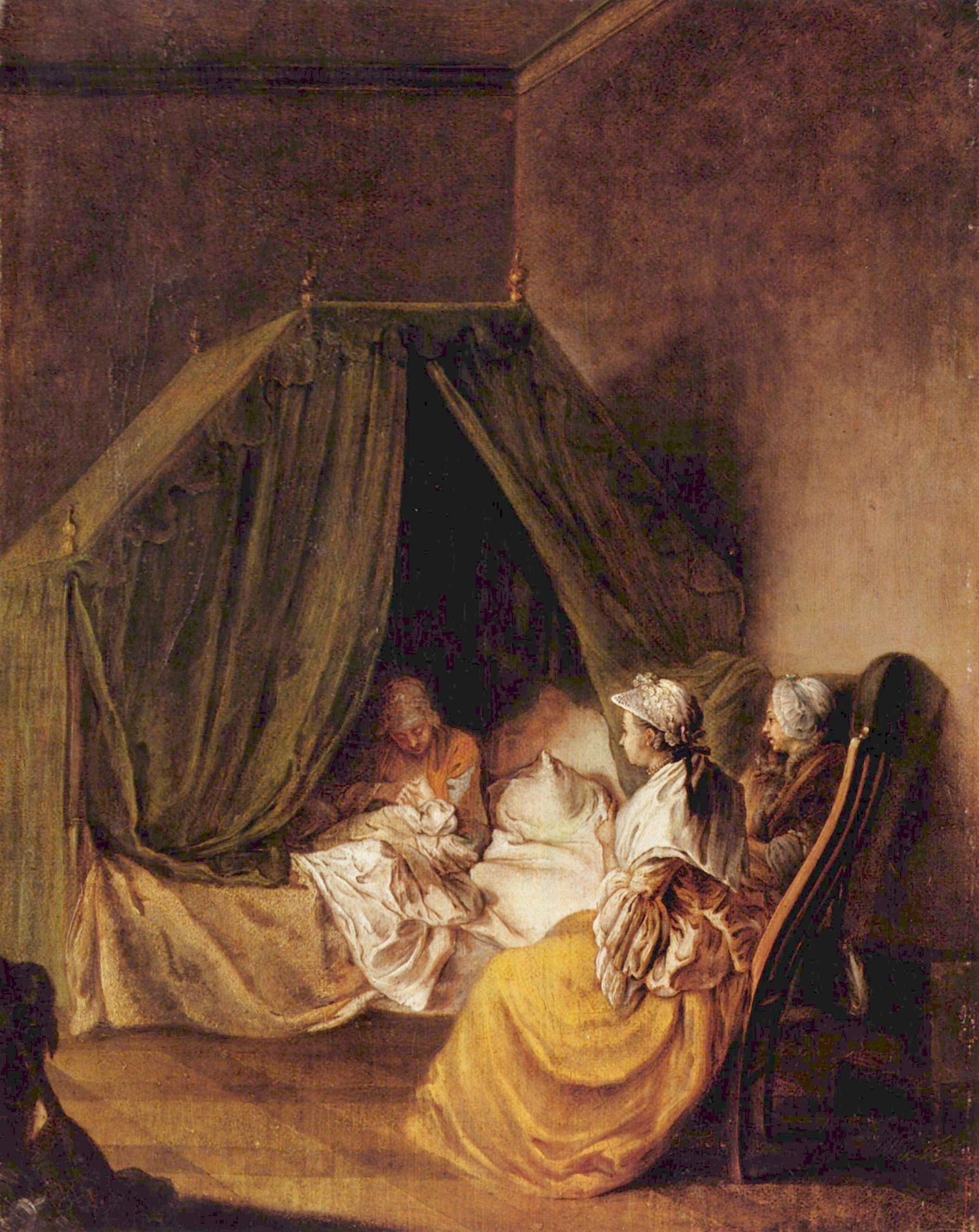
Die Wochenstube, ca 1770
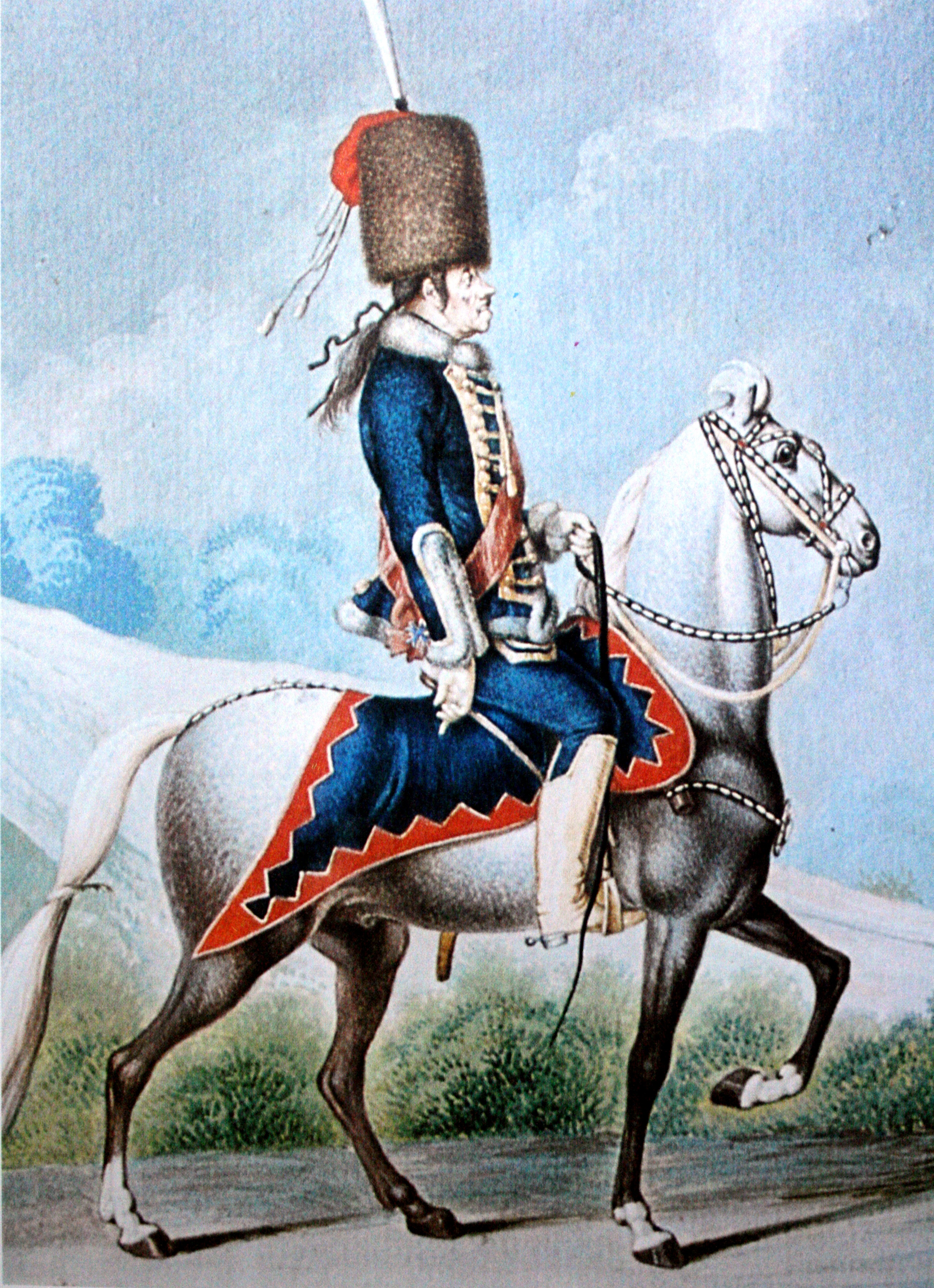
Hans Joachim von Zeiten, 1775
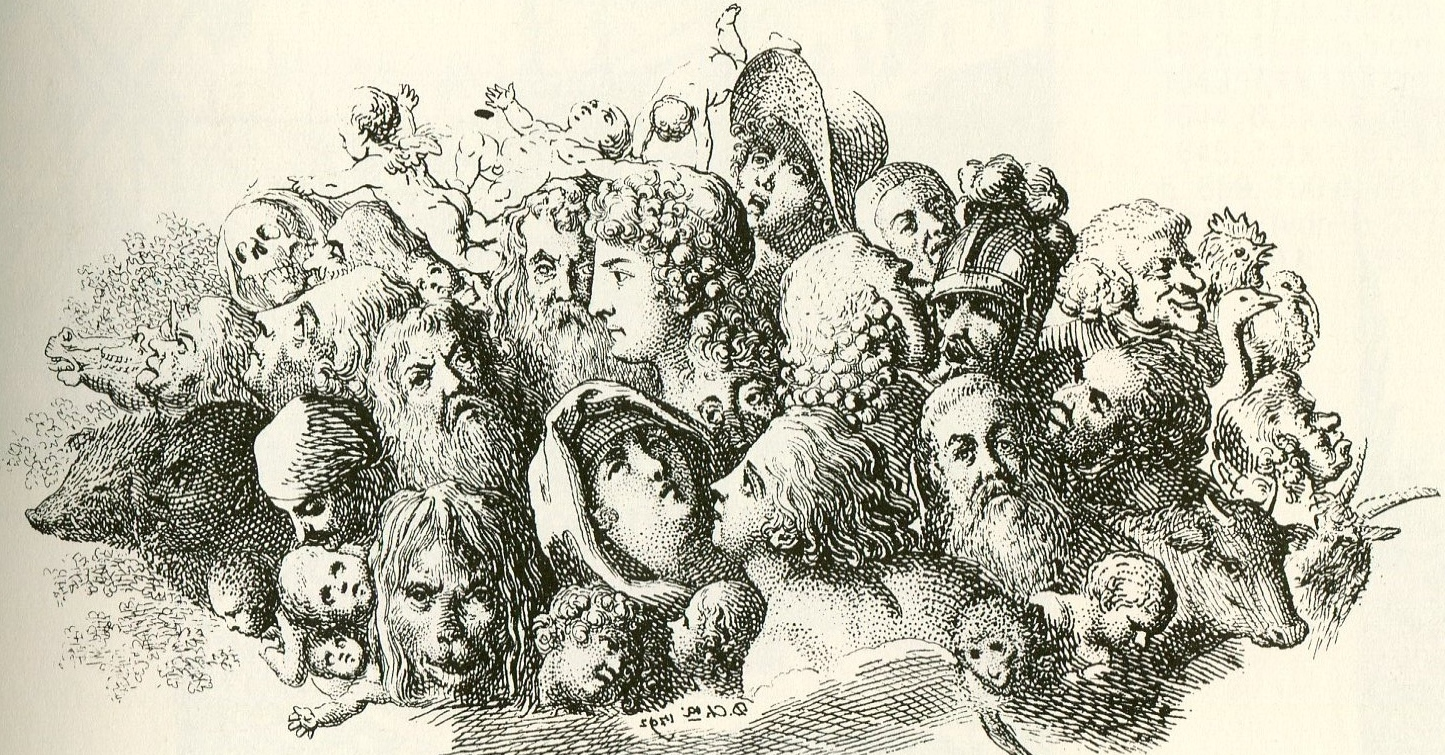
Das Gehirn eines Künstlers
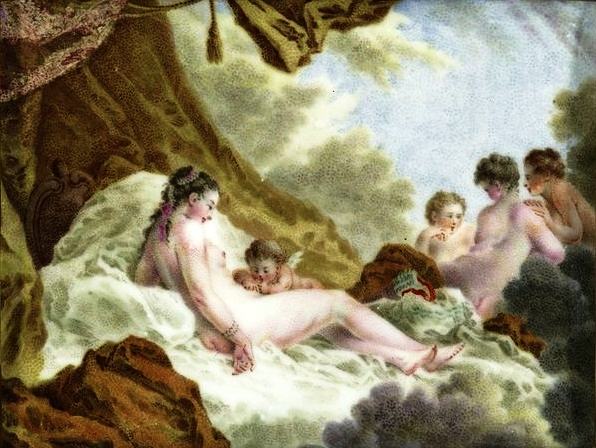
Venus och Cupido med nymfer